# Nicola Vizzoni
Nicola Vizzoni (ur. 4 listopada 1973 w Pietrasanta) – włoski lekkoatleta specjalizujący się w rzucie młotem.
Na początku swojej międzynarodowej kariery zajął w 1991 ósme miejsce w mistrzostwach Europy juniorów, a w 1992 roku uplasował się na piątej lokacie podczas mistrzostw świata juniorów w Seulu. Na uniwersjadzie w 1995 był trzynasty, a w 1997 już na eliminacjach zakończył swój udział w mistrzostwach świata. Piąte miejsca zajmował także na uniwersjadzie na Sycylii (1997) oraz igrzyskach śródziemnomorskich. Debiutując w 1998 roku na mistrzostwach Europy nie awansował do finału. W sezonie 1999 był piąty na uniwersjadzie, zdobył srebrny medal rozegranych w Zagrzebiu igrzysk wojskowych oraz zajął siódme miejsce podczas mistrzostw świata. Największy sukces w karierze odniósł na igrzyskach olimpijskich w Sydney (2000), podczas których został wicemistrzem olimpijskim przegrywając złoty medal tylko z Szymonem Ziółkowskim. W kolejnym sezonie został mistrzem uniwersjady oraz igrzysk śródziemnomorskich, a na mistrzostwach świata i igrzyskach dobrej woli plasował się na czwartym miejscu. Swój drugi występ na mistrzostwach Europy (2002) zakończył na eliminacjach, a w 2003 także nie awansował do finału podczas światowego czempionatu. Dopiero dziesiąte miejsce przypadło mu na igrzyskach olimpijskich w Atenach w roku 2004. W sezonie poolimpijskim na mistrzostwach świata odpadł w eliminacjach, a podczas igrzysk śródziemnomorskich był czwarty. W 2006 był dziewiąty na mistrzostwach Europy, a rok później odpadł w eliminacjach mistrzostw świata i wywalczył srebrny medal światowych igrzysk wojska. Podczas swojego trzeciego występu na igrzyskach olimpijskich zajął trzynaste miejsce w eliminacjach i nie awansował do finału. Po zdobyciu na początku sezonu 2009 brązowego medalu czempionatu wojskowych i złota igrzysk śródziemnomorskich zajął dziewiątą lokatę zajął na mistrzostwach świata w Berlinie (2009). W 2010 roku został wicemistrzem Europy oraz był czwarty w zawodach pucharu interkontynentalnego. Ósmy zawodnik mistrzostw świata (2011) i piąty mistrzostw Europy (2012). 
Wielokrotny medalista mistrzostw Włoch (także w kategoriach juniorów i młodzieżowców oraz czempionatu zimowego), reprezentant kraju w meczach międzypaństwowych. Wiele razy bronił barw narodowych w pucharze Europy, zimowym pucharze w rzutach i drużynowych mistrzostwach Europy. 
Rekord życiowy: 80,50 (14 lipca 2001, Formia). 

## Osiągnięcia
| Rok  | Impreza                                 | Miejsce               | Lokata            | Wynik |
| ---- | --------------------------------------- | --------------------- | ----------------- | ----- |
| 1991 | Mistrzostwa Europy juniorów             | Saloniki              | 8. miejsce        | 62,20 |
| 1992 | Mistrzostwa świata juniorów             | Seul                  | 5. miejsce        | 66,96 |
| 1995 | Uniwersjada                             | Fukuoka               | 13. miejsce       | 70,70 |
| 1997 | Mistrzostwa świata                      | Ateny                 | el. – 22. miejsce | 73,42 |
| 1997 | Uniwersjada                             | Sycylia               | 5. miejsce        | 75,12 |
| 1997 | Igrzyska śródziemnomorskie              | Bari                  | 5. miejsce        | 74,96 |
| 1998 | Mistrzostwa Europy                      | Budapeszt             | el. – 17. miejsce | 74,65 |
| 1999 | Superliga pucharu Europy                | Paryż                 | 4. miejsce        | 75,74 |
| 1999 | Uniwersjada                             | Palma de Mallorca     | 5. miejsce        | 77,80 |
| 1999 | Światowe igrzyska wojska                | Zagrzeb               | 2. miejsce        | 78,04 |
| 1999 | Mistrzostwa świata                      | Sewilla               | 7. miejsce        | 78,31 |
| 2000 | Igrzyska olimpijskie                    | Sydney                | 2. miejsce        | 79,64 |
| 2001 | Zimowy puchar Europy w rzutach          | Nicea                 | 6. miejsce        | 74,85 |
| 2001 | Superliga pucharu Europy                | Brema                 | 2. miejsce        | 80,13 |
| 2001 | Mistrzostwa świata                      | Edmonton              | 4. miejsce        | 80,13 |
| 2001 | Uniwersjada                             | Pekin                 | 1. miejsce        | 78,41 |
| 2001 | Igrzyska dobrej woli                    | Brisbane              | 4. miejsce        | 79,23 |
| 2001 | Igrzyska śródziemnomorskie              | Radis/Tunis           | 1. miejsce        | 78,49 |
| 2002 | Zimowy puchar Europy w rzutach          | Pula                  | 5. miejsce        | 77,14 |
| 2002 | Superliga pucharu Europy                | Annecy                | 7. miejsce        | 73,84 |
| 2002 | Mistrzostwa Europy                      | Monachium             | el. – 13. miejsce | 73,84 |
| 2003 | Zimowy puchar Europy w rzutach          | Gioia Tauro           | 1. miejsce        | 75,35 |
| 2003 | Superliga pucharu Europy                | Florencja             | 5. miejsce        | 74,75 |
| 2003 | Mistrzostwa świata                      | Paryż                 | el. – 15. miejsce | 75,76 |
| 2004 | Zimowy puchar Europy w rzutach          | Marsa                 | 5. miejsce        | 75,11 |
| 2004 | Superliga pucharu Europy                | Bydgoszcz             | 3. miejsce        | 76,16 |
| 2004 | Igrzyska olimpijskie                    | Ateny                 | 10. miejsce       | 74,27 |
| 2005 | Zimowy puchar Europy w rzutach          | Mersin                | 10. miejsce       | 72,73 |
| 2005 | Superliga pucharu Europy                | Florencja             | 4. miejsce        | 74,82 |
| 2005 | Igrzyska śródziemnomorskie              | Almería               | 4. miejsce        | 73,64 |
| 2005 | Mistrzostwa świata                      | Helsinki              | el. – 26. miejsce | 70,77 |
| 2006 | Zimowy puchar Europy w rzutach          | Tel Awiw-Jafa         | 7. miejsce        | 72,35 |
| 2006 | Superliga pucharu Europy                | Malaga                | 7. miejsce        | 73,33 |
| 2006 | Mistrzostwa Europy                      | Göteborg              | 9. miejsce        | 76,55 |
| 2007 | Zimowy puchar Europy w rzutach          | Jałta                 | 6. miejsce        | 73,41 |
| 2007 | I liga pucharu Europy                   | Mediolan              | 3. miejsce        | 76,62 |
| 2007 | Mistrzostwa świata                      | Osaka                 | el. – 16. miejsce | 73,64 |
| 2007 | Światowe igrzyska wojska                | Hajdarabad            | 2. miejsce        | 74,96 |
| 2008 | Zimowy puchar Europy w rzutach          | Split                 | 4. miejsce        | 75,88 |
| 2008 | Superliga pucharu Europy                | Annecy                | 2. miejsce        | 77,32 |
| 2008 | Igrzyska olimpijskie                    | Pekin                 | el. – 13. miejsce | 75,01 |
| 2009 | Zimowy pucharu Europy w rzutach         | Teneryfa              | 3. miejsce        | 78,51 |
| 2009 | Mistrzostwa świata wojska               | Sofia                 | 3. miejsce        | 78,06 |
| 2009 | Superliga drużynowych mistrzostw Europy | Leiria                | 1. miejsce        | 78,15 |
| 2009 | Igrzyska śródziemnomorskie              | Pescara               | 1. miejsce        | 75,92 |
| 2009 | Mistrzostwa świata                      | Berlin                | 9. miejsce        | 73,70 |
| 2010 | Zimowy puchar Europy w rzutach          | Arles                 | 1. miejsce        | 76,63 |
| 2010 | Superliga drużynowych mistrzostw Europy | Bergen                | 2. miejsce        | 77,54 |
| 2010 | Mistrzostwa Europy                      | Barcelona             | 2. miejsce        | 79,12 |
| 2010 | Puchar interkontynentalny               | Split                 | 4. miejsce        | 75,94 |
| 2011 | Zimowy puchar Europy w rzutach          | Sofia                 | 6. miejsce        | 74,60 |
| 2011 | Superliga drużynowych mistrzostw Europy | Sztokholm             | 5. miejsce        | 74,47 |
| 2011 | Mistrzostwa świata                      | Daegu                 | 8. miejsce        | 76,94 |
| 2012 | Zimowy puchar Europy w rzutach          | Bar                   | 4. miejsce        | 73,36 |
| 2012 | Mistrzostwa Europy                      | Helsinki              | 5. miejsce        | 75,13 |
| 2012 | Igrzyska olimpijskie                    | Londyn                | 8. miejsce        | 76,07 |
| 2013 | Zimowy puchar Europy w rzutach          | Castellón de la Plana | 6. miejsce        | 72,74 |
| 2013 | Superliga drużynowych mistrzostw Europy | Gateshead             | 7. miejsce        | 71,29 |
| 2013 | Igrzyska śródziemnomorskie              | Mersin                | 3. miejsce        | 74,86 |
| 2013 | Mistrzostwa świata                      | Moskwa                | 7. miejsce        | 77,61 |
| 2014 | Mistrzostwa Europy                      | Zurych                | 11. miejsce       | 73,94 |
| 2015 | Zimowy puchar Europy w rzutach          | Leiria                | 15. miejsce       | 68,13 |